# Colleen Doran
Colleen Doran (24 luglio 1964) è una disegnatrice, fumettista e scrittrice statunitense.
Ha illustrato centinaia di fumetti, graphic novel, libri e riviste, tra cui il graphic novel autobiografico sull'editor e scrittore della Marvel Comics Stan Lee intitolato La stupefacente incredibile fantastica vita di Stan Lee (Amazing Fantastic Incredible Stan Lee), diventato un bestseller del New York Times. Ha adattato e disegnato il racconto "Troll Bridge" di Neil Gaiman, anche questo inserito nella lista dei bestseller del New York Times. I suoi libri hanno ricevuto i premi Eisner, Harvey, Bram Stoker e International Horror Guild Awards.
Il suo adattamento grafico del 2019 del racconto di Neil Gaiman Snow, Glass, Apples, ha vinto il Bram Stoker Award per "Superior Achievement in a Graphic Novel"..
Ha illustrato opere di Alan Moore, Warren Ellis, Joe R. Lansdale, Anne Rice, J. Michael Straczynski, Peter David e Tori Amos.
Ha lavorato sui fumetti The Sandman, Wonder Woman, Legione of Superheroes, Teen Titans, The Vampire Diaries, e la sua serie space opera, A Distant Soil.
È stata una delle due persone elencate tra le 25 migliori creatrici di fumetti di tutti i tempi sia nella categoria scrittrice che in quella artista, al settimo posto tra gli artisti e al ventunesimo tra gli scrittori, nella classifica stilata da Comic Book Resources su indicazione dei lettori. ComicsAlliance ha elencato Doran come una delle dodici fumettiste meritevoli di un riconoscimento alla carriera.

## Carriera
All'età di cinque anni, Doran vinse un concorso artistico sponsorizzato dalla Walt Disney Company. Doran creò la propria serie di fumetti, A Distant Soil, all'età di dodici anni.
Doran ottenne il suo primo lavoro per un'agenzia pubblicitaria all'età di quindici anni. Ha frequentato la Christopher Newport University e l'Art Institute di Pittsburgh, usando i suoi lavori professionali per ottenere crediti accademici. L'artista di fantascienza Frank Kelly Freas è stato il suo mentore, Doran fu sua apprendista nei primi anni '80.
Doran iniziò a lavorare nell'industria dei fumetti quando era ancora un'adolescente, scoperta da Tom Long per la sua fanzine Graphic Showcase. Long assunse Doran per disegnare un revival del personaggio degli anni '40 Miss Fury. Ancora minorenne, Doran lasciò l'incarico a causa del contenuto per adulti. Ha anche contribuito con le illustrazioni alla fanzine Lan's Lantern, nominata all'Hugo Award.
A Distant Soil fu pubblicata in fanzine già nel 1979, poi scoperta dalla pubblicazione Starblaze di The Donning Company prima del contratto con WaRP Graphics. Doran ha lasciato l'azienda a causa di un'aspra disputa con WaRP sul copyright e il marchio del suo lavoro.
Doran creaò una nuova versione di A Distant Soil, pubblicandola successivamente con Image Comics a partire dal 1996. Secondo Doran, quest'opera ha venduto oltre 700 000 copie tra le diverse edizioni. Il tipografo distrusse i negativi originali al termine della pubblicazione, motivo per cui per la riedizione del 2013 della serie fu necessario digitalizzarne le copie.
Keith Giffen la reclutò alla DC Comics dopo aver visto il suo lavoro sulla fanzine della Legione dei Super-Eroi Interlac. Collaborò con la DC Comics su progetti della Legione dei Super-Eroi projects, Justice League 3001, e sulla serie Reign of the Zodiac. Oltre ad altre serie, Doran ha illustrato diversi progetti relativi a Teen Titans e Wonder Woman.
Doran ha illustrato parti degli archi narrativi "Dream Country" e "A Game of You" nella serie The Sandman di Neil Gaiman. Il personaggio di Thessaly in Sandman è ispirato a Doran. Ha lavorato in altre serie Vertigo come Shade, The Changing Man, Lucifer, Transmetropolitan e il graphic novel Orbiter scritto da Warren Ellis.
Doran è stata attivista per i diritti degli autori e lobbista a Washington, e ha inoltre fatto parte del comitato per l'advocacy della Graphic Artists Guild.
Nel 2015, Doran ha illustrato l'autobiografia La stupefacente incredibile fantastica vita di Stan Lee (Amazing Fantastic Incredible Stan Lee), scritta da Lee e Peter David.
Nel 2019, Dark Horse Comics ha pubblicato l'adattamento di Doran di "Snow, Glass, Apples" di Neil Gaiman, un lavoro che per Alex Dueben di The Comics Journal "...consolida il suo posto come una dei più grandi fumettisti della sua generazione".

## Premi e riconoscimenti

### Vittorie
- Nel 1992: Eisner Award: Sandman, Miglior serie in corso 1992 (premio di gruppo)[28]
- Nel 1993: Eisner Award: Sandman, Miglior serie in corso 1993 (premio di gruppo)[28]
- Nel 2007: Eisner Award: Best Archival Collection/Project Comic Books 2007, Absolute Sandman, Vol 1 (premio di gruppo)[29][30]
- Nel 2008: International Horror Guild Award: The Nightmare Factory (antologia) 2008, miglior racconto illustrato (premio di gruppo)[31]
- Nel 2009: Harvey Award: Tori Amos Comic Book Tattoo (antology) 2009, Best Anthology (premio di gruppo)[32]
- Nel 2009: Eisner Award: Tori Amos Comic Book Tattoo (antology) 2009, Best Anthology (premio di gruppo)[29]
- Nel 2012: Migliori libri per adulti per adolescenti: Gone to Amerikay, Derek McCulloch e Colleen Doran, School Library Journal 2012[33]
- Nel 2012: Grandi romanzi grafici per la narrativa per adolescenti: Mangaman 2012, Young Adult Library Services Association[34]
- Nel 2013: The Best American Comics 2013: Estratto di Gone to Amerikay, Derek McCulloch e Colleen Doran,[35]
- Nel 2019: Menzione d'onore del Rondo Award: Snow, Glass, Apples di Neil Gaiman, Rondo Hattan Classic Horror Awards 2019[36]
- Nel 2019: Bram Stoker Award Superior Achievement in a Graphic Novel Vincitore: Neil Gaiman's Snow, Glass, Apples, Horror Writers Association 2019[3]
- Nel 2020: Ringo Award come miglior graphic novel originale: Neil Gaiman's Snow, Glass, Apples, Ringo Awards 2020[37]
- Nel 2020: Eisner Award Best Adaptation from Another Medium per Snow, Glass, Apples, Eisner Awards 2020[38]
- Nel 2020: ha ricevuto una menzione d'onore ai Rondo Classic Horror Awards per il Best Comic (miglior fumetto).[36]

Ha vinto l'Eisner Award 2020 per "Best Adaptation from Another Medium" (miglior adattamento da un altro medium) ed è stata nominata per l'Eisner per il "Best Penciler/inker" (migliori matite/chine). Snow, Glass, Apples è stato anche nominata per il Reuben Award dalla National Cartoonist Society per il miglior graphic novel. La stessa opera ha vinto il Ringo Award 2020 per il miglior romanzo grafico, e Doran è stata nominata come "Best Artist" (miglior artista).

## Opere
- Amazing fantastic incredible: a marvelous memoir (2018), con Stan Lee, ISBN 978-1-5011-0772-6.
- Amazing Fantastic Incredible Stan Lee (2015), con Stan Lee e Peter David, Edizioni BD, ISBN 978-88-327-5740-8.
- Amazing Spider-Man No. 326 (1989)
  - Amazing Spider-Man No. 600 (2009)
  - Friendly Neighborhood Spider-Man Annual No. 1 (2007)
    - Amazing Spider-Man Epic Collection: Cosmic Adventures (2013) ISBN 978-0785187899
    - Spider-Man: Died In Your Arms Tonight (2009) ISBN 978-0785144854
    - Spider-Man: The Other (2006) ISBN 978-0785117650
      - Spider-Man: Back In Black, copertina rigida (2007) ISBN 978-0785129202
      - Spider-Man: Back in Black TPB (2008) ISBN 978-0785129967
- Art of He-Man and Masters of the Universe (2015) Dark Horse Books, ISBN 1616555920
  - She-Ra Princess of Power, artista dell'inserto DVD (2006), Navarre Corporation
- Art of Star Wars Galaxy, Vol 2. (1994) Berkeley Publishing Group, ISBN 978-1883313036
  - Star Wars Galaxy Magazine No. 4
  - Star Wars Galaxy 4 Trading Cards
  - Star Wars Galactic Files 2 Trading Cards[41]
  - Star Wars Clone Wars Trading Cards
- Beauty and the Beast: A Tale of Enchantment (1992) Disney Comics
  - Disney Adventures[42]
  - Disney Cartoon Tales: Beauty and the Beast, a Tale of Enchantment (1991) W.D. Publications ISBN 1-56115-267-6
  - Disney's Beauty and the Beast Junior Graphic Novel (1992) ISBN 1-56115-343-5
  - Disney Princess Treasury Volume I (2015) Joe Books ISBN 978-1926516028
  - A Princess Treasury (Step into Reading) (2010) Random House ISBN 978-0736427722
- The Book of Lost Souls (2005), issue #1–6 della serie Marvel Comics/Icon 
  - The Book of Lost Souls: Introductions All Around (2006) comics issues 1–6 della Marvel Comics compilation ISBN 978-0785119401
- A Distant Soil graphic novel editions:
  - Fine anni '80 - edizioni originali a colori:
    - A Distant Soil: Immigrant Song Donning/Starblaze (1987) ISBN 0-89865-514-5
    - A Distant Soil: Knights of the Angel Donning/Whitford Press (1989) ISBN 0-89865-557-9

  - Anni '90 e ristampe in bianco e nero:
    - A Distant Soil: The Gathering Image Comics (1997) numeri 1–13 della compilation di fumetti ISBN 1-887279-51-2
    - A Distant Soil: The Ascendant Image Comics (1998) numeri 15–25 della compilation di fumetti ISBN 1-58240-018-0
    - A Distant Soil: The Aria Image Comics (2001) numeri 26–31 della compilation di fumetti ISBN 1-58240-201-9
    - A Distant Soil: Coda Image Comics (2005) numeri 32–38 della compilation di fumetti ISBN 1-58240-478-X novembre 2005, ISBN 1-58240-525-5

  - 2013, remastering digitale e nuove edizioni:
    - A Distant Soil: The Gathering TPB Volume I Image Comics/Shadowline (2013) raccolta rimasterizzata digitalmente dei numeri 1-13 con nuovi contenuti della storia ISBN 978-1607067870
    - A Distant Soil: The Ascendant TPB Volume II Image Comics/Shadowline (2014) raccolta rimasterizzata digitalmente dei numeri 14–25 con nuovi contenuti della storia ISBN 978-1607068341
- Justice League 3001 #6,9,10 (2015–2016) DC Comics numero completo e racconti
  - Justice League 3001 Volume I: Deja Vu All Over Again (2016) ISBN 978-1401261481
- The Legion of Superheroes Vol 3 No. 27 (1986) DC Comics 
  - Tales of the Legion of Superheroes No. 352 DC Comics
  - The Legion of Superheroes Vol 4 No. 31 (1992) e No. 100 (1996) DC Comics
  - The Legion of Superheroes Annual No. 5 (1994) No. 6 (1995) DC Comics
    - Who's Who in the Legion of Super-Heroes #1–5, No. 7 (1988) DC Comics
    - Legionnaires No. 8 (1993) DC Comics
    - Valor #14–23 (1994/5) DC Comics
- Teen Titans Spotlight No. 19 (1985) DC Comics
  - New Teen Titans Annual No. 4 (1988) DC Comics
    - The Teen Titans Omnibus No. 3 (2012) DC Comics 978-1401238452
- Manga, Anime, Manhwa
  - Mangaman  (2011) Houghton Mifflin, artista di graphic novel originale ISBN 978-0547423159
  - Komacon - 2013 Image Comics/Shadowline, scrittrice di antologia di racconti originali ISBN 978-1607067641[43]
  - Robotech Art II (1987) Donning Co Publishers, illustratore principale ISBN 978-0898654172
    - Robotech Art II (1987) locandina promozionale

  - Girl to Grrrl Manga: How to Draw the Hottest Shoujo Manga Impact Books, scrittrice/artista
    - Manga Pro Superstar Impact Books, scrittrice/artista

  - Manga Mania: How to Draw Japanese Comics, Watson-Guptill, illustrazioni di libri d'arte
    - Anime Mania Watson-Guptill art book illustrations

  - Call Me Princess CPM Manga cover art
    - Aquarium CPM Manga cover
- Anne Rice’s The Master of Rampling Gate: A Graphic Tale of Unspeakable Horror (1991), adattamento di graphic novel innovativo
- Orbiter original graphic novel artist (2003) DC Comics/Wildstorm HC ISBN 978-1401200565
  - Orbiter (2004) DC Comics/Vertigo TPB ISBN 978-1401202682
  - Ocean/Orbiter Deluxe Edition (2015) DC Comics/Vertigo HC ISBN 978-1401255343
- Sandman No. 20, #34 DC Comics/ Vertigo
  - Sandman Volume III: Dream Country (1995)(2010) DC Comics/Vertigo ISBN 978-1401229351
  - The Absolute Sandman Volume I (2006) DC Comics/Vertigo ISBN 978-1401210823
  - The Absolute Sandman Volume II (2007) DC Comics/Vertigo ISBN 978-1401210830
  - Sandman: A Gallery of Dreams (1994) DC Comics/Vertigo
  - The Death Gallery (1996) DC Comics/Vertigo
  - Sandman 20th Anniversary Poster (2008)[44]
  - Sandman Omnibus Volume 1 (2013) DC Comics/Vertigo ISBN 978-1401241889
  - Death: Deluxe Edition (2012) DC Comics/Vertigo ISBN 978-1401235482
  - Absolute Death (2009) DC Comics/Vertigo ISBN 978-1401224639
  - Vertigo Visions: Ten Years on the Edge (2003) Watson Guptill ISBN 978-0823056040
    - Lucifer No. 62 DC Comics/Vertigo
    - Lucifer: Volume 10: Morningstar (2006) DC Comics/Vertigo  ISBN 978-1401210069
- The Vampire Diaries #1,3 (scrittrice) No. 6, (scrittrice/artista, 2013) DC Comics 
  - The Vampire Diaries (2014) DC Comics graphic novel, antologia, pinup ISBN 978-1401248994
- Wonder Woman No. 44, #49 DC Comics
  - Wonder Woman Annual No. 2 DC Comics
  - Wonder Woman: The Once and Future Story (1998) DC Comics graphic novel originale ISBN 978-1563893735

## Mostre
- Women in Comics, 2021, Palazzo Merulana, Roma, Italia[45]
- Women in Comics: Looking Forward, Looking Back, 2020, Society of Illustrators, New York, NY
- Gallery Nucleus: 20 Years of Sandman 2008[46]
- Gallery Nucleus: A Handful of Dust, 25 Years of Sandman[47]
- Krannert Art Museum; Out of Sequence: Underrepresented Voices in American Comics[48]
- Laboratory of Art and Ideas at Belmar; Out of Sequence[49]